# Raoul Motika
Raoul Motika (* 1961) ist ein deutscher Orientalist. Er ist Professor für Turkologie an der Universität Hamburg.

## Leben
Motika studierte von 1984 bis 1992 Geschichte und Kultur des Nahen Orients an der Ludwig-Maximilians-Universität München (M.A. 1992) sowie den Universitäten in Izmir (Türkei) und Teheran (Iran). Danach war er Hochschulassistent an der Ruprecht-Karls-Universität Heidelberg. 1997 wurde er in Islamwissenschaften mit der Dissertation Politische Öffentlichkeit im Täbris der Mašrûtiyyat-Zeit im Spiegel der Zeitung Âzarbâyğân (1907) zum Dr. phil. promoviert. Im Anschluss wurde er wissenschaftlicher Assistent am Seminar für Sprachen und Kulturen des Vorderen Orients/Islamwissenschaft. Zur gleichen Zeit arbeitete er an der Habilitation mit dem Thema Die türkische Da’wa und die Entwicklung des Islams im Kaukasus und (in ausgewählten Regionen) der Russischen Föderation seit dem Zerfall der Sowjetunion.
Von 1999 bis 2002 betreute er gemeinsam mit Michael Ursinus das DFG-Projekt „Eine neue Rolle für ein altes Herrschervolk im Spiegel seiner Presse (1878–1940): Türkische Muslime der Dobrudscha auf der Suche nach postimperialer Identität im Nationalstaat Rumänien“ und von 2002 bis 2006 das Projekt „Ritualtransfer bei marginalisierten religiösen Gruppen des Vorderen Orients und in der Diaspora (Aleviten, Nusayrier, Jezidis)“. 2011 folgte das Projekt „Buyruk-Manuskripte im Alevitentum: Sammelhandschriften als Träger und Vermittler religiösen Wissens zwischen Schriftlichkeit und Oralität“ an der Universität Hamburg, das bis heute andauert. Außerdem koordinierte er zwei Großprojekte der Volkswagenstiftung an der Ruhr-Universität Bochum.
Seit 2003 ist er Direktor des Heidelberger Centrums für Euro-Asiatische Studien (HECEAS). 2005/06 war er Assistenzprofessor für Islamwissenschaft an der Universität Bern. 2006 wurde er Professor für Turkologie an der Universität Hamburg. 2008 begründete er das TürkeiEuropaZentrum (TEZ). Bereits 2009/10 Beiratsmitglied des Orient-Institutes Istanbul, leitete er dieses von Oktober 2010 bis September 2020 als Direktor.
Er ist Mitglied im Scientific Advisory Board des European Journal of Turkish Studies. Außerdem gehört er dem Herausgebergremium der Zeitschrift Iranistik an. Er ist Reihenherausgeber von Heceas – Aktuelle Debatte (Dr. Ludwig Reichert Verlag) sowie Mitherausgeber der Reihen Heidelberger Studien zur Geschichte und Kultur des modernen Vorderen Orients und Kaukasische Studien / Caucasian Studies.

## Schriften (Auswahl)
- mit Christoph Herzog, Michael Ursinus (Hrsg.): Studies in Ottoman social and economic life = Studien zu Wirtschaft und Gesellschaft im osmanischen Reich. Heidelberger Orientverlag, Heidelberg 1999, ISBN 3-927552-23-2.
- mit Michael Ursinus (Hrsg.): Caucasia between the Ottoman empire and Iran, 1555–1914 (= Kaukasienstudien. Bd. 2). Reichelt, Wiesbaden 2000, ISBN 3-89500-139-2.
- Die politische Öffentlichkeit Iranisch-Aserbaidschans während der konstitutionellen Revolution im Spiegel der Täbriser Zeitung Āẕarbāyǧān (= Heidelberger Studien zur Geschichte und Kultur des modernen Vorderen Orients. Bd. 28). Lang, Frankfurt am Main u. a. 2001, ISBN 3-631-35369-3.
- mit Michael Kemper, Anke von Kügelgen (Hrsg.): Repression, Anpassung, Neuorientierung. Studien zum Islam in der Sowjetunion und dem postsowjetischen Raum (= Kaukasienstudien. Bd. 12). Reichelt, Wiesbaden 2013, ISBN 978-3-89500-916-7.